# Neyraudia reynaudiana
Neyraudia reynaudiana är en gräsart som först beskrevs av Carl Sigismund Kunth, och fick sitt nu gällande namn av Yi Li Keng och Albert Spear Hitchcock. Neyraudia reynaudiana ingår i släktet Neyraudia och familjen gräs. Inga underarter finns listade i Catalogue of Life.